# Larry Hornbeck
Larry Hornbeck (San Luis (Misuri) 17 de septiembre de 1943) es un ingeniero estadounidense que formó parte del equipo creador del procesado digital de luz (DLP CINE) mientras trabajaba en Texas Instruments (TI).
Obtuvo un doctorado en física por la Universidad Caso Western Reserv en Cleveland, Ohio, en 1974. Se unió a TU en 1973 y empezó a trabajar en sistemas microelectromecánicos ópticos en 1977.
Actualmente, Hornbeck y su mujer Laura residen en una propiedad de Van Alstyne en Texas, al norte de Dallas. Tienen dos hijos, Jason y David.

## Biografía y carrera profesional

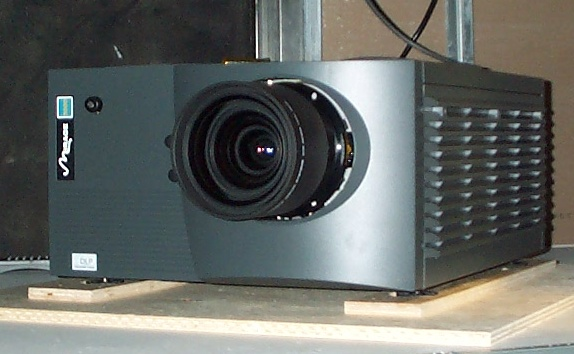
Digital Light Processing

Larry Hornbeck empezó a trabajar para los laboratorios de Investigación Central de Texas Instruments en Dallas, Texas. Hornbeck empezó a desarrollar dispositivos de carga acoplada (CCD) sensores de imagen.
Durante el 1977 adaptó estos sensores que había desarrollado para crear sistemas microelectromecánicos (MEMS). Se centró en el desarrollo de MFEE reflectants para el  procesamiento óptico. 
El 1982 Hornbeck empieza a interesarse por las aplicaciones de impresión y visualización de proyección.
Su interés se centraba durante esta etapa en dos nuevos aspectos de la tecnología: en los MEMS y su fabricación. 
El 1983 consiguió los primeros métodos de fabricación de los microespejos y los implantó a la parte superior de los circuitos de dirección de transistores. Hornbeck era defensor de un nuevo enfoque de la arquitectura  para superar las limitaciones de rendimiento y estabilidad de la imagen de sus diseños de micro espejos analógicos.
Larry Hornbeck fabricó la primera DMD en 1987. También es conocido por la tecnología de semiconductores de óxido metálico (BOCADO).
El 1992 Texas Instrument presentó el chip DMD en el centro de su tecnología de pantalla de proyección DLP de nueva creación. Los primeros productos basados en esta tecnología llegaron al mercado a principios de 1996.

## Premios y distinciones
- Premio para Aplicaciones Industriales de la Física (2014-2015)
- Medalla de situación de Royal Photographic Society (2009)
- Escogido miembro de la Academia Nacional de Ingeniería (2009)
- Premio de la Academia por su contribución a revolucionar como se crean las imágenes en movimiento, distribuidos y vistos (2015